# Salvador Carmona
Salvador José Carmona Álvarez (Città del Messico, 22 agosto 1975) è un ex calciatore messicano, di ruolo difensore.
È stato squalificato a vita dall'attività calcistica dopo aver fallito due test antidoping.